# 1973
1973 (MCMLXXIII) byl rok, který dle gregoriánského kalendáře započal pondělím.

## Události
Automatický abecedně řazený seznam viz Kategorie:Události roku 1973

### Československo
- Papež Pavel VI. zveřejnil jmenování biskupa Trochty kardinálem.
- 1. ledna – Československá pošta zavedla poštovní směrovací čísla, která slouží pro strojovou identifikaci dodací pošty, a která zjednodušila a urychlila poštovní služby.
- 16. ledna – Na Ministerstvu spravedlnosti Slovenské socialistické republiky v Bratislavě spáchal invalidní důchodce Ondrej Chámovský bombový útok. Po vstupu do budovy se pachatel dožadoval jednání s ministrem spravedlnosti ohledně průtahů při soudním jednání o výši odškodného za utrpěný pracovní úraz. Pracovník sekretariátu ministerstva se s pachatelem snažil vyjednávat, avšak po neprofesionálním zásahu Veřejné bezpečnosti a samotného ministra spravedlnosti vyjednávání selhalo a Chámovský odpálil s sebou přinesenou výbušninu. Na místě zahynul pachatel a pracovník sekretariátu, další pracovník ministerstva spravedlnosti byl těžce zraněn.[1]
- 19. února – Na letišti v Praze – Ruzyni havarovalo ruské letadlo Tupolev Tu-154 na lince Moskva–Praha. Po dopadu na dohled od haly letiště se stroj vzňal. Katastrofu nepřežilo 66 lidí vč. několika členů doprovodné kapely zpěvačky Evy Pilarové.[2]
- 22. února – Jako součást dokončované Severojižní magistrály v Praze byl uveden do provozu Nuselský most, tehdy pod názvem Most Klementa Gottwalda. Jeho dokončení výrazně usnadnilo spojení oblasti Krče a Pankráce s centrem města, odlehčilo přetížené dopravě v Nuselské ulici a zároveň do Prahy zaústilo šestiproudovou kapacitní komunikaci pokračující od Spořilova jako dálnice D1. V tubusu mostu pod vozovkou je vedena trasa metra C.
- 28. února – Při letecké havárii u Štětína v Polsku zahynul federální ministr vnitra Radko Kaska.
- 16.–18. března – V Sokolově se pod patronací Socialistického svazu mládeže konal první ročník festivalu Politická píseň – nesoutěžní přehlídka interpretů angažovaných písní uspořádaná při příležitosti 25. výročí Vítězného února.
- 22. března – Federální shromáždění zvolilo podruhé prezidentem republiky Ludvíka Svobodu.
- 9. května – Československá televize zahájila pravidelné barevné vysílání ze studia Jezerka v Nuslích.
- 10. července – Psychicky narušená dvaadvacetiletá Olga Hepnarová úmyslně najela nákladním vozem Praga RN do skupiny osob čekajících na tramvajovém ostrůvku v Praze 7 na Strossmayerově náměstí (přesněji na chodníku ve stanici Kamenická na třídě dr. Milady Horákové). Následkům zranění podlehlo celkem 8 osob. Jako motiv svého činu uvedla Hepnarová touhu po pomstě společnosti. V roce 1974 byla Městským soudem v Praze odsouzena k trestu smrti a v roce 1975 popravena.
- 23. července – Ozbrojený vojín základní služby Antonín Daněk zběhl v nočních hodinách ve značně podnapilém stavu z kasáren v Kroměříži a ukradeným vojenským transportérem vyrazil značnou rychlostí směrem na Zdounky, Střílky, Bučovice a Rousínov. V obcích způsobil materiální škody. Z Rousínova, kde vykradl trafiku, pokračoval ve směru Vyškov, Bohdalice a Bučovice. V zatáčce u Bohatých Málkovic se transportér převrátil. Ozbrojený vojín se vydal pěšky směrem k obci. Po cestě se střetl s vozidlem Útvaru civilní obrany Bučovice, jehož posádku pod pohrůžkou zastřelením přinutil vystoupit. Na křižovatce u obce Kojátky ho dostihla další vozidla bučovické posádky s nedostatečně vyzbrojenými a informovanými vojáky. Daněk zahájil proti vozidlům ostrou palbu, při níž usmrtil 3 osoby. Poté pod pohrůžkou zastřelení přinutil vystoupit osádku okolo projíždějícího osobního auta, které uloupil a vrátil se domů, do Cvrčovic u Zdounek. Za spáchané činy byl dne 13. září 1973 Vyšším vojenským soudem v Táboře na veřejném líčení v Brně odsouzen (opětovně potvrzeno dne 26. října 1973) k trestu smrti[3] a dne 21. prosince 1973 popraven.[4]
- 21. září – Na vrcholu Ještědu nad Libercem byl slavnostně otevřen televizní vysílač a hotel s restaurací ve tvaru rotačního hyperboloidu, dílo libereckého architekta Karla Hubáčka. Stavba je od roku 2005 Národní kulturní památkou.
- 25. září – V reakci na vojenský puč a nástup k moci fašistického diktátora Augusta Pinocheta přerušilo Československo diplomatické styky s Chile.
- 28. září – V katedrále sv. Víta, Václava a Vojtěcha sloužil tehdejší světící biskup pražský František Tomášek a světící biskup litoměřický kardinál Štěpán Trochta za účasti více než desetitisíc věřících jubilejní mši k tisícímu výročí založení pražského biskupství.
- 1. října – Byl ukončen provoz na poslední úzkorozchodné trati na Ostravsku.
- 16. listopadu – V československých kinech měla premiéru filmová pohádka Tři oříšky pro Popelku režiséra Václava Vorlíčka natočená v koprodukci s NDR. V hlavních rolích vystoupili Libuše Šafránková a Pavel Trávníček.
- 24. listopadu – V prostoru železniční stanice Kolín vybuchla odstavená cisterna Spolany Neratovice uchovávající pravděpodobně kapalný chlór (nicméně druh plynu není dodnes zcela zřejmý, existují i domněnky, že se jednalo o některý z bojových plynů). Přibližně 3 tuny plynu unikly do ovzduší a zamořily i přilehlý objekt nádraží. 138 osob se přiotrávilo, 8 lidí následkům otravy podlehlo.[5] K nehodě došlo okolo 18. hodiny, kdy se v prostoru nádraží pohybovalo již menší množství lidí.
- 11. prosince – V Praze byla podepsána Smlouva o vzájemných vztazích mezi ČSSR a NSR. Nejvýznamnějším bodem jejího obsahu bylo uznání Mnichovské dohody z roku 1938 za neplatnou. Smlouva přispěla alespoň k částečnému zlepšení vztahů obou států, byly obnoveny diplomatické styky.
- 13. prosince – V ubytovně n. p. Plastimat na sídlišti Východ v Tachově došlo v nočních hodinách k výbuchu svítiplynu a k rozsáhlému požáru, kterému podlehlo 47 lidí.

### Svět
- 1. ledna – Evropské hospodářské společenství (EHS) se rozšířilo o Velkou Británii, Irsko a Dánsko.
- 27. ledna – Vietnamská válka: Byly podepsány mírové Pařížské dohody.
- 23. ledna – Vybuchla sopka Eldfell na islandském ostrově Heimaey.
- 29. března – Vietnamská válka: USA stáhly svá vojska z Vietnamu.
- 4. dubna – Bylo otevřeno Světové obchodní centrum na Dolním Manhattanu v New Yorku.
- 18. června – Americký prezident Richard Nixon se v Bílém domě setkal s Leonidem Iljičem Brežněvem.
- 10. července – Byla vyhlášena nezávislost Bahamských ostrovů na Spojeném království.
- 17. srpna – Záplavy v Pákistánu.
- 11. září – Generál Augusto Pinochet převzal vojenským převratem moc v Chile.
- 15. září – Karel XVI. Gustav korunován švédským králem.
- 6. října – Začala Jomkipurská válka. Koalice Egypta a Sýrie za podpory dalších arabských zemí zahájila o nejvýznamnějším židovském svátku Jom kipur překvapivý útok na Izrael v oblasti Suezského průplavu a na Golanských výšinách.
- 20. října – Královna Alžběta II. oficiálně otevřela operu v Sydney. První divadelní představení bylo odehráno již 28. září 1973.
- 22. října – Jomkipurská válka: Ve večerních hodinách vyjádřila Sýrie souhlas s podmínkami příměří přednesenými RB OSN.
- 23./28. října – Byl proveden pokus o loupež v bance Kreditbank na stockholmském náměstí Norrmalmstorg – později popsán tzv. stockholmský syndrom.
- 25. října – Jomkipurská válka: V platnost definitivně vstoupilo příměří a válka na sinajské frontě skončila.
- 4. listopadu – První větší ropný šok po letech poválečného hospodářského rozkvětu.
- 8. listopadu – Tresčí války: Velká Británie se zavázala omezit rybolov jen na některé oblasti u Islandu a snížit objem úlovků.
- 12. prosince – Ve Francii byl do veřejně sítě poprvé zapojen rychlý množivý reaktor Phénix s výkonem 250 MW chlazený sodíkem.
- 15. prosince – Americká psychiatrická společnost (APA) odstranila homosexualitu ze svého seznamu DSM-II.
- Norsko odmítlo členství v EU (referendum).
- Byla spuštěna Eurodicautom – databáze obsahující terminologii EU.
- Vznikla World Taekwondo Federation (WTF).
- Muhammad Dáúd Chán zahájil nekrvavý puč v Afghánistánu.
- Ekvádor členem Organizace zemí vyvážejících ropu.
- Nový Zéland členem Organizace pro hospodářskou spolupráci a rozvoj.

## Vědy a umění
- James Gordon Farrell dostal Man Bookerova cenu za Obléhání Krišnapuru.
- 7. března – Byla poprvé pozorována Kohoutkova kometa.
- 6. dubna – NASA vypustila vesmírnou sondu Pioneer 11.
- 14. května – NASA vypustila svoji první družicovou stanici – Skylab.
- 1. listopadu – Premiéra česko-německého filmu Tři oříšky pro Popelku režiséra Václava Vorlíčka.
- Pro počítače vytvořeno grafické uživatelské rozhraní WIMP v laboratořích firmy Xerox.
- Zdeněk Podskalský natáčí filmový muzikál Noc na Karlštejně.
- Světovou módu mezi mládeží již po několik let ovládají džínsy a džínové komplety.
- V Praze se uskutečňuje mezinárodní módní přehlídka zemí RVHP.

## Nobelova cena
- Nobelova cena za fyziku – Leo Esaki, Ivar Giaever, Brian David Josephson
- Nobelova cena za chemii – Ernst Otto Fischer, Geoffrey Wilkinson
- Nobelova cena za fyziologii a lékařství – Karl von Frisch, Konrad Lorenz, Nikolaas Tinbergen
- Nobelova cena za literaturu – Patrick White
- Nobelova cena za mír – Henry Kissinger, Lê Ðức Thọ (cenu odmítl)
- Nobelova pamětní cena za ekonomii – Wassily Leontief

## Narození

### Česko

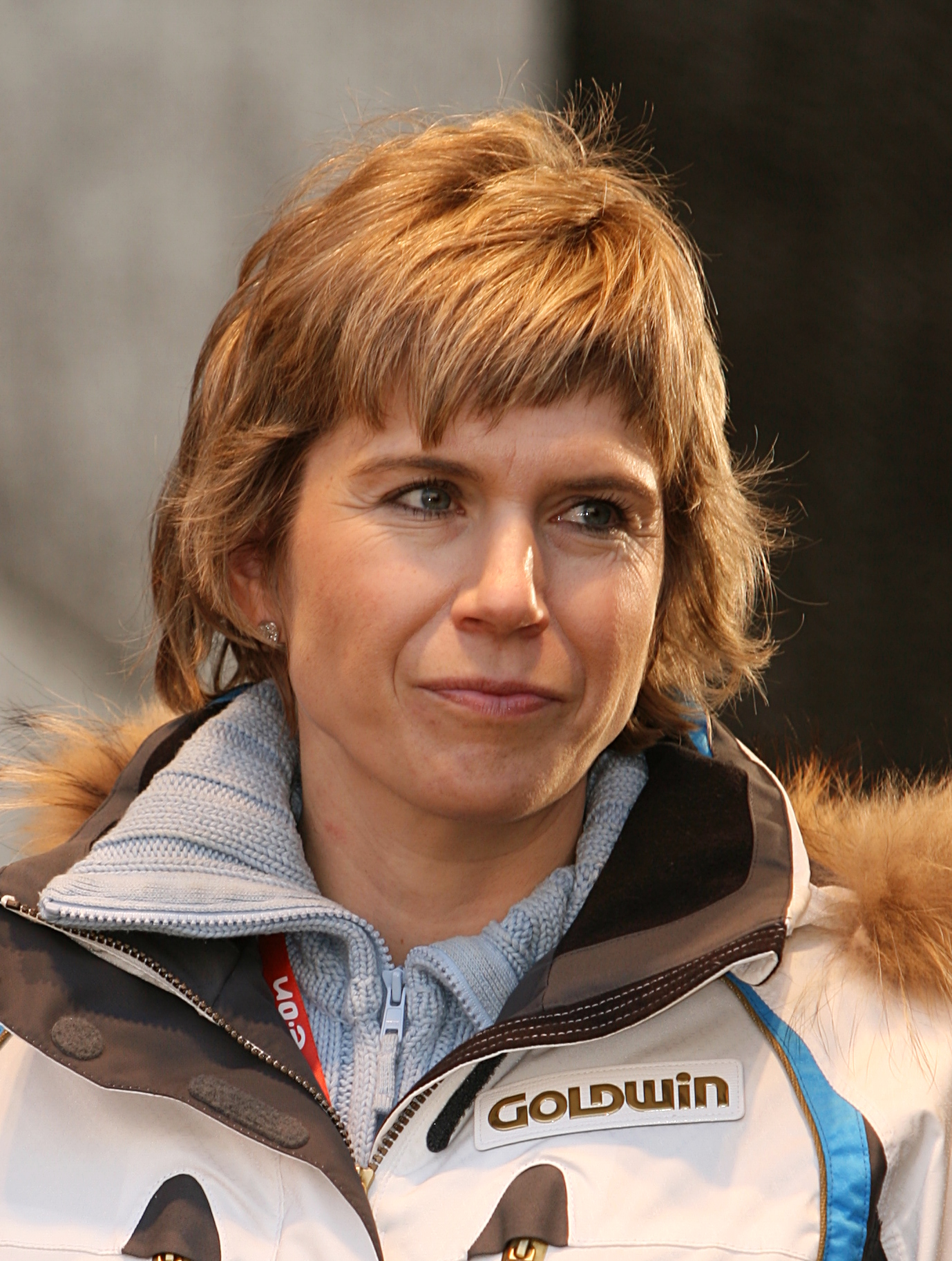
Kateřina Neumannová (* 15. února)

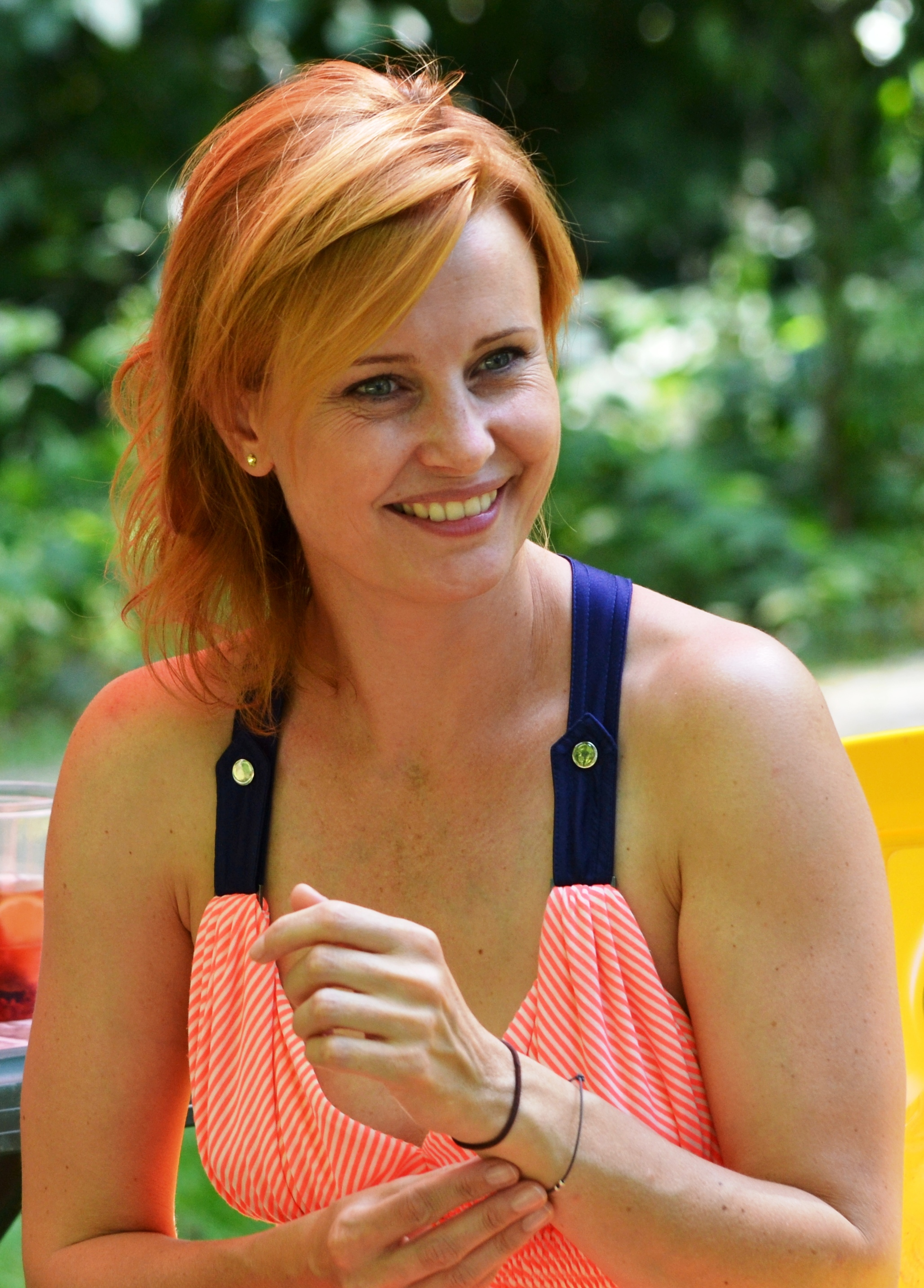
Jitka Schneiderová (* 23. března)

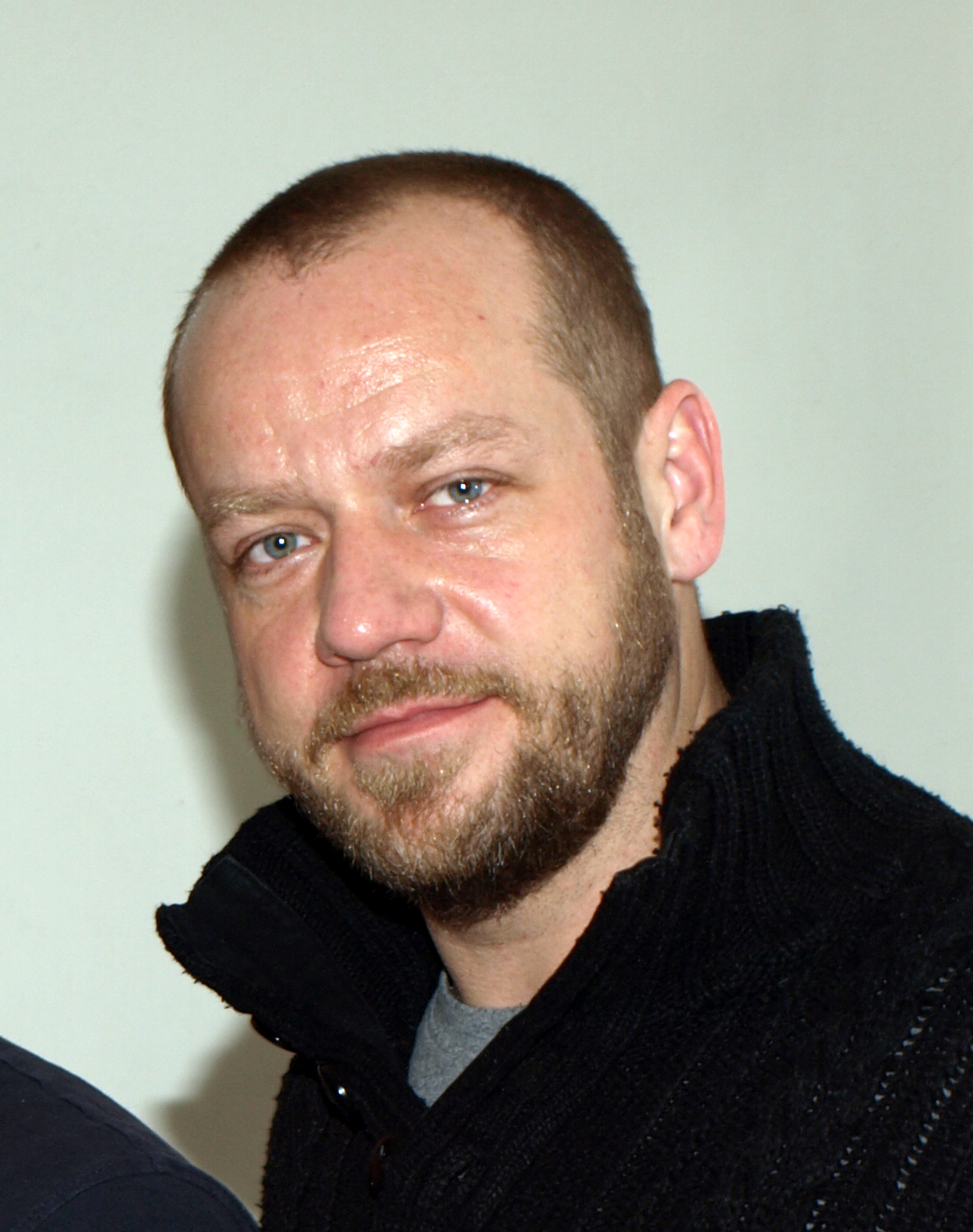
Filip Blažek (* 21. srpna)

- 15. ledna – Tomáš Galásek, fotbalista
- 31. ledna – Jaroslav Plesl, novinář
- 4. února – Lenka Chalupová, spisovatelka
- 6. února – Aleš Valenta, sportovec
- 7. února – Andrej Anastasov, redaktor
- 13. února – Bohuslav Pixa, fotbalista
- 14. února – Hynek Čermák, herec
- 15. února
  - Kateřina Neumannová, lyžařka
  - Milan Šimáček, dětský herec
- 18. února – Václav Šálek, český fotograf
- 19. února – Simona Krainová, topmodelka a moderátorka
- 21. února – Simona Babčáková, herečka
- 27. února – Eva Leinweberová, herečka
- 5. března – Simona Luftová, učitelka a politička
- 10. března – Eva Herzigová, modelka, herečka
- 17. března – Radůza, zpěvačka
- 24. března – David Moravec, lední hokejista
- 30. března – Jan Koller, fotbalista
- 11. dubna – Libor Kotačka, fyzikální inženýr v oblasti hologramů
- 19. dubna – Radim Kalvoda, herec
- 25. dubna – Pavel Šporcl, houslista
- 26. dubna – Miroslav Adámek, politik
- 29. dubna – Stanislav Řezáč, běžec na lyžích, specialista na dlouhé vzdálenosti
- 30. dubna – Hana Dariusová, reprezentantka ve veslování
- 6. května – Aleš Háma, herec
- 7. května – Petra Čumplová, házenkářka
- 9. května – Marek Taclík, herec
- 10. května – Zuzana Koubková, spisovatelka
- 17. května – Petr Gabriel, fotbalista
- 24. května – Vladimír Šmicer, fotbalista
- 26. května – Magdalena Kožená, operní pěvkyně
- 7. června – Robert Sedláček, režisér
- 11. června – Daniel Reisiegel, politik
- 13. června – Roman Zach, herec
- 14. června – Martin Preiss, herec a dabér
- 16. června – Vít Kolář, novinář, diplomat a manažer
- 20. června – Petr Blažek, historik
- 23. června – Lenka Zbranková, herečka
- 25. června – Milan Hnilička, hokejový brankář
- 27. června – Sabina Slonková, novinářka
- 3. července – Lumír Olšovský, herec
- 12. července – Jaroslav Poříz, ekonom
- 24. července – Zuzana Stivínová, herečka
- 25. července – René Decastelo, spisovatel
- 29. července – František Babka, basketbalista
- 2. srpna – Jiří Zídek, basketbalista
- 10. srpna – Kryštof Nohýnek, herec
- 12. srpna – Ladislav Nosek, horolezec († 22. ledna 2017)
- 19. srpna
  - Adéla Gondíková, herečka
  - Antonín Šimčík, historik, muzeolog a pedagog
- 21. srpna
  - Filip Blažek, herec a dabér
  - Josef Kotásek, právník a vysokoškolský pedagog
- 28. srpna – Marek Ošťádal, politik, grafik a hudebník
- 5. září – Jan Dlask, vysokoškolský učitel, literární teoretik a překladatel († 21. prosince 2023)
- 6. září – Barbora Kroužková, rozhlasová a televizní novinářka a moderátorka
- 9. září – Eduard Zubák, tanečník
- 14. září – Petr Jákl, režisér
- 15. září – Svatopluk Sem, operní pěvec
- 22. září – Kamil Damašek, atlet
- 24. září – Klára Doležalová, moderátorka
- 27. září – Vratislav Lokvenc, fotbalista
- 29. září
  - Jiří Strach, režisér a herec
  - Jan Kareš, horolezec, fitness trenér a rekordman
- 5. října – Rosana Elisabeth de Montfort, malířka, sochařka a galeristka
- 10. října – Jiří Skála, fotbalista a fotbalový trenér
- 1. listopadu – Alice Bendová, modelka, herečka a moderátorka
- 10. listopadu – Patrik Berger, fotbalista
- 15. listopadu – Jan Řehula, triatlonista
- 5. prosince – Vít Bárta, podnikatel a politik
- 27. prosince – Josef Melen, zpěvák
- ? – Jan Czudek, církevní hodnostář a vysokoškolský pedagog

### Svět

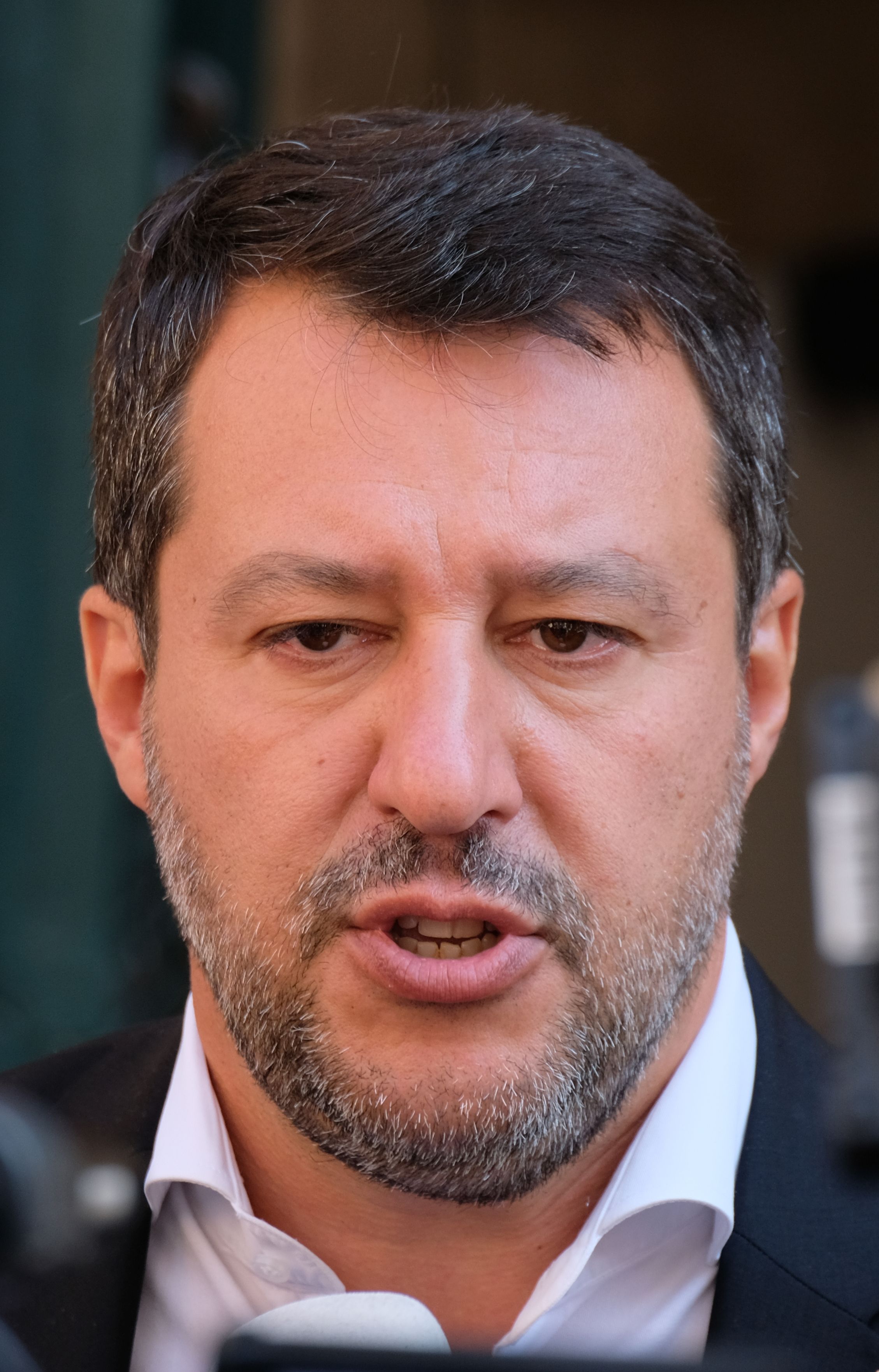
Matteo Salvini (* 9. března)

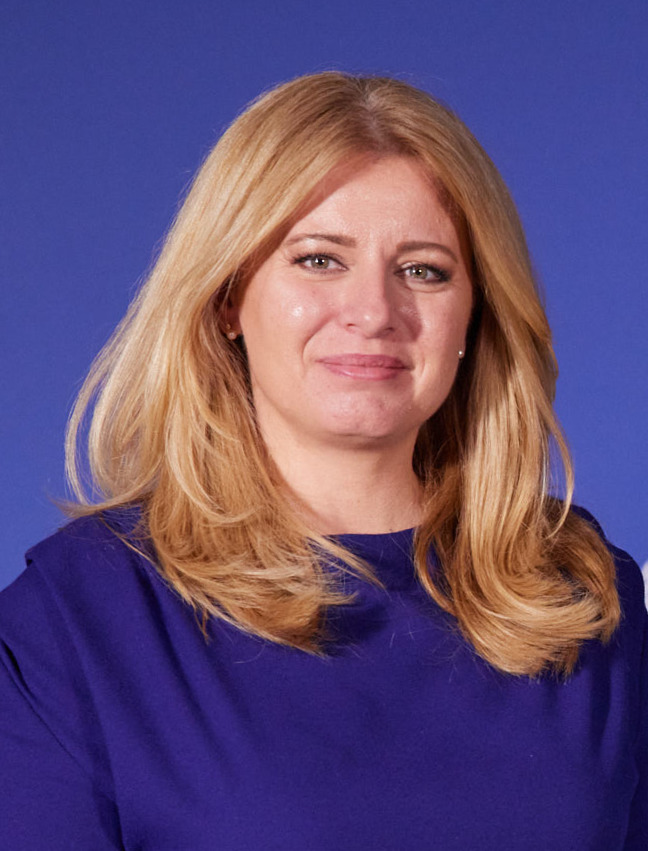
Zuzana Čaputová
(* 21. června)

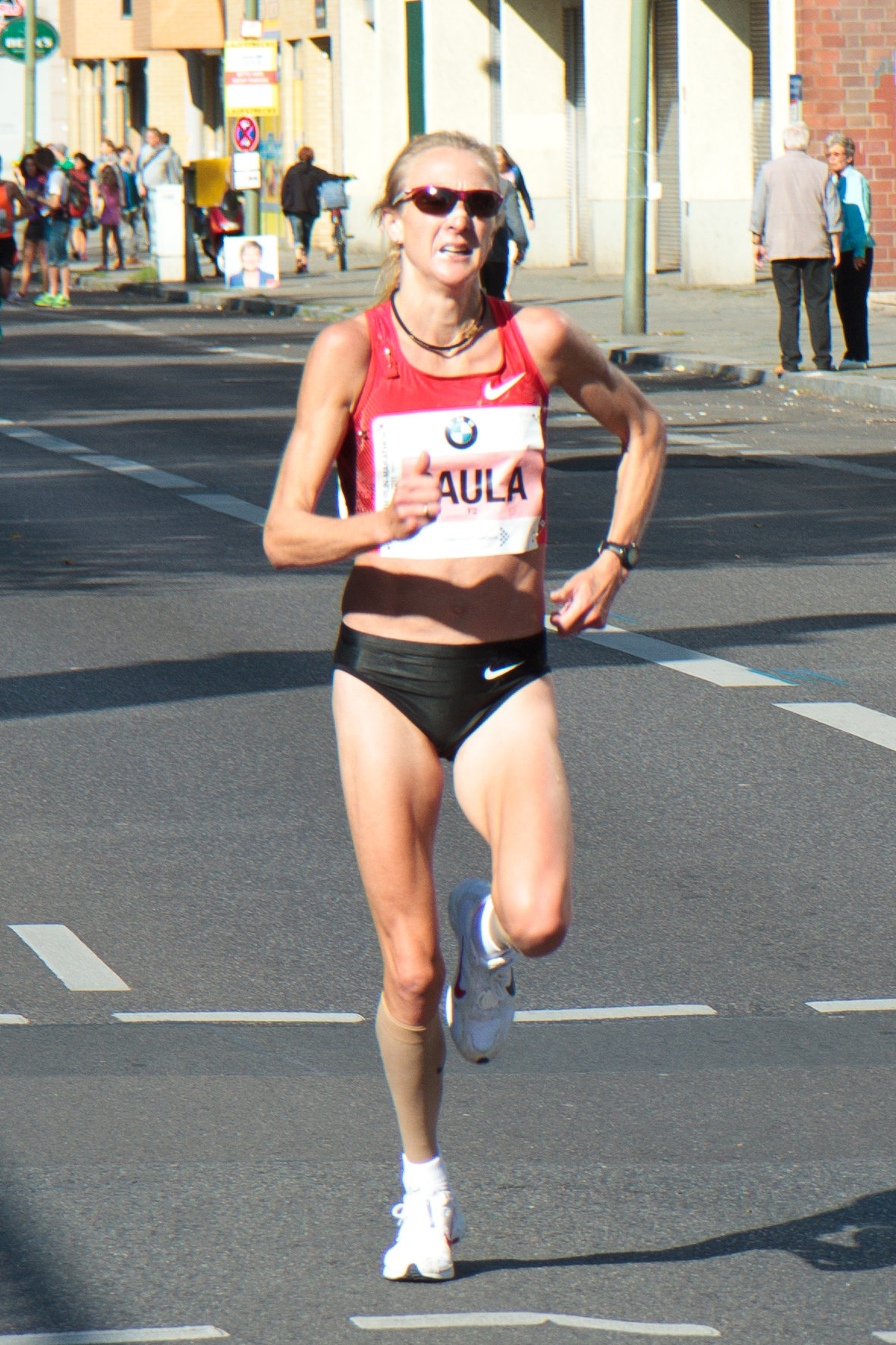
Paula Radcliffová
(* 17. prosince)

- 11. ledna – Rockmond Dunbar, americký herec
- 12. ledna – Shooty, slovenský karikaturista
- 14. ledna – Giancarlo Fisichella, italský pilot F1
- 17. ledna – Cuauhtémoc Blanco, mexický politik a bývalý fotbalista
- 23. ledna – Tomas Holmström, švédský lední hokejista
- 31. ledna – Portia de Rossi, australská herečka
- 4. února – Oscar de la Hoya, americký boxer mexického původu
- 9. února – Světlana Boginská, běloruská sportovní gymnastka
- 10. února – Gunn-Rita Dahle Flesjå, norská cyklistka
- 18. února – Claude Makélélé, francouzský fotbalista
- 19. února – Abat Schynybekov, kazašský politik
- 22. února – Šota Arveladze, gruzínský fotbalista a trenér
- 26. února – André Tanneberger alias ATB, světový trance Dj
- 4. března – Penny Mordauntová, britská politička
- 9. března – Matteo Salvini, italský politik
- 16. března – Spencer Platt, americký fotograf
- 23. března – Bojana Radulovicsová, maďarská házenkářka
- 24. března – Jim Parsons, americký herec
- 26. března – Matt Burke, australský ragbista
- 2. dubna – Jo'el Chason, izraelský politik
- 16. dubna
  - Akon, senegalsko-americký zpěvák R&B
  - Andreas Bindhammer, německý sportovní lezec
- 19. dubna
  - Patrice Estanguet, francouzský vodní slalomář a kanoista
  - George Gregan, australský ragbista
- 21. dubna – Steve Backshall, britský dobrodruh a přírodovědec
- 25. dubna – Barbara Rittnerová, německá tenistka
- 28. dubna – Čang En-chua, čínský fotbalista († 29. dubna 2021)
- 30. dubna – Jekatěrina Juševová, ruská sportovní šermířka
- 9. května – Tegla Loroupeová, keňská vytrvalostní běžkyně
- 10. května – Rüştü Reçber, turecký fotbalový brankář
- 12. května – Lutz Pfannenstiel, německý fotbalový brankář
- 17. května – Mario Ledesma, argentinský ragbista
- 23. května – Jif'at Saša-Biton, izraelská politička
- 24. května – Ruslana Lyžyčko, ukrajinská zpěvačka
- 27. května – Alessandro Cambalhota, brazilský fotbalista
- 31. května – Dominique Monamiová, belgická tenistka
- 1. června – Frédérik Deburghgraeve, belgický plavec
- 03. června
  - Łukasz Kamiński, polský historik
  - Patrik Tkáč, slovenský podnikatel, zakladatel společnosti J&T
  - Dodo Gombár, slovenský režisér
- 09. června – Anna Ferniová, italská sportovní šermířka
- 21. června – Zuzana Čaputová, slovenská prezidentka
- 28. června – Frost, norský bubeník black metalové skupiny Satyricon a skupiny 1349
- 3. července – Ólafur Stefánsson, islandský házenkář
- 4. července – Jan Magnussen, dánský automobilový závodník
- 16. července – Marcus Pretzell, německý právník a politik
- 20. července – Haakon Magnus, korunní princ norský
- 21. července – Mike James, kanadský ragbista
- 22. července – Daniel Jones, australský hudebník a skladatel
- 24. července – Daniel Günther, německý politik
- 25. července – Dani Filth, vokalista metalové skupiny Cradle of Filth
- 26. července – Kate Beckinsale, anglická herečka
- 30. července – Markus Näslund, švédský lední hokejista
- 31. července – Jacob Aagaard, skotský šachový velmistr
- 3. srpna – Daniel Stephan, německý házenkář
- 10. srpna – Daidžiró Takakuwa, japonský fotbalista
- 15. srpna – Natalja Sazanovičová, běloruská sedmibojařka a halová pětibojařka
- 19. srpna – Mette-Marit Norská, norská korunní princezna
- 27. srpna – Soňa Norisová, slovenská herečka
- 30. srpna – Claudia Bokelová, německá sportovní šermířka
- 2. září – Jason Blake, americký lední hokejista
- 6. září
  - Jurij Vasiljevič Šatunov, ruský zpěvák a sólista skupiny Laskovij Maj († 23. června 2022)
  - Alessandro Troncon, italský ragbista
  - Nikola Grbić, srbský volejbalista
- 7. září – Vincenzo Carabetta, francouzský judista
- 8. září – Lorraine Fentonová, jamajská sprinterka na 400 metrů
- 10. září – Deniz Yücel, německo-turecký novinář
- 12. září – Paul Walker, americký herec († 30. listopadu 2013)
- 19. září – Cristiano da Matta, brazilský pilot formule 1
- 22. září – Rafał Górski, polský historik, spisovatel, anarchista a odborový aktivista († 4. července 2010)
- 25. září – Bridget Marquardt, americká modelka a herečka
- 27. září – Margot Abascalová, francouzská herečka
- 28. září – Matteo Buzzanca, italský hudební skladatel a producent
- 6. října
  - Ioan Gruffudd, velšský herec
  - Armen Mkrtčjan, arménský zápasník
- 6. listopadu – Simon Mol, kamerunský novinář, spisovatel a politický aktivista († 10. října 2008)
- 9. listopadu – Éric Boullier, ředitel týmu formule 1 McLaren Honda
- 11. listopadu – Jason White, americký kytarista
- 13. listopadu – Gabriel Rijad Mulamuhič, slovenský římskokatolický kněz
- 15. listopadu – Konstantin Savčiškin, ruský judista
- 7. prosince – Džunko Ozawaová, japonská fotbalistka
- 9. prosince – Vénuste Niyongabo, burundský altet
- 14. prosince – Boris Henry, německý oštěpař
- 16. prosince – Sergiy Ossovich, ukrajinský sprinter
- 17. prosince – Paula Radcliffová, britská vytrvalostní běžkyně
- 24. prosince – Stephenie Meyerová, americká spisovatelka
- ? – Malcolm Smith, britský sportovní lezec
- ? – Amit Peled, izraelský violoncellista
- ? – Roar Lishaugen, norský bohemista

## Úmrtí

### Česko

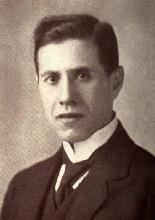
Jaroslav Stránský († 13. srpna)

- 01. ledna – František Běhounek, fyzik, cestovatel a spisovatel (* 28. října 1898)
- 03. ledna – Josef Panáček, amatérský historik (* 5. prosince 1900)
- 08. ledna – Karel Podrazil, fotbalový reprezentant (* 2. ledna 1905)
- 09. ledna – Ladislav Babůrek, malíř (* 23. srpna 1911)
- 11. ledna
  - Josef Frič, básník (* 8. ledna 1900)
  - Rudolf Kubín, hudební skladatel a rozhlasový režizér (* 10. ledna 1909)
- 19. ledna – Jaroslav Hrbek, legionář a československý generál (* 9. července 1892)
- 22. ledna – František Sátora, ekonom, ředitel Škodových závodů (* 22. května 1893)
- 25. ledna – Jan Čep, spisovatel (* 31. prosince 1902)
- 26. ledna – Karel Podrazil, fotbalový reprezentant (* 2. ledna 1905)
- 27. ledna – František Navara, matematik a fyzik (* 2. března 1901)
- 03. února – Vojtěch Sedláček, malíř (* 9. září 1892)
- 12. února – Josef Šinovský, spisovatel (* 14. července 1902)
- 17. února – Josef Ludvík Fischer, filozof a sociolog (* 6. listopadu 1894)
- 24. února – Erich Srbek, fotbalový reprezentant (* 4. června 1908)
- 26. února – Antonín Fivébr, malíř a fotbalista (* 22. prosince 1888)
- 28. února – Bohumil Bednařík, voják a velitel výsadku Chalk (* 20. srpna 1911)
- 06. března – František Jílek-Oberpfalcer, jazykovědec, vysokoškolský pedagog a překladatel (* 9. srpna 1890)
- 09. března – Jan Bechyně, entomolog (* 19. září 1920)
- 10. března – Ivan Dérer, politik, ministr několika vlád (* 2. března 1884)
- 16. března – Jaroslav Švehlík, herec (* 9. dubna 1930)
- 20. března – Karel Sup, malíř (* 27. ledna 1897)
- 31. března – Ota Pavel, prozaik a novinář (* 2. července 1930)
- 04. dubna – Jan Svoboda, jazykovědec (* 26. prosince 1899)
- 09. dubna – Josef Pavel, ministrem vnitra Československé socialistické republiky (* 18. září 1908)
- 11. dubna – Rudolf Procházka, partyzánský velitel (* 10. dubna 1913)
- 13. dubna – Karel Böhm, právník, hudební skladatel a dirigent (* 12. ledna 1890)
- 24. dubna – Karel Kotas, architekt (* 20. ledna 1894)
- 26. dubna – Hans Hofer, česko-rakouský herec a režisér (* 12. dubna 1907)
- 28. dubna – Vratislav Blažek, textař a dramatik (* 31. srpna 1925)
- 30. dubna – Václav Renč, básník a dramatik (* 18. listopadu 1911)
- 07. května – Egon Hostovský, spisovatel (* 23. dubna 1908)
- 11. května – Josef Holub, houslový virtuos a hudební skladatel (* 23. února 1902)
- 14. května – Willibald Gatter, německo-český automobilový konstruktér (* 12. prosince 1896)
- 20. května – Božena Machačová-Dostálová, politička, ministryně (* 25. září 1903)
- 21. května – František Bartoš, hudební skladatel (* 13. června 1905)
- 26. května – Ladislav Žák, malíř a architekt (* 25. června 1900)
- 04. června – Jan Koželuh, československý tenista (* 29. ledna 1904)
- 08. června – Vítězslav Vejražka, herec (* 9. května 1915)
- 13. června – František Suchý Pražský, hudební skladatel a spisovatel; sběratel a upravovatel lidových písní (* 21. dubna 1891)
- 14. června – Jan Stallich, kameraman (* 19. března 1907)
- 15. června – Antonín Pospíšil, politik (* 10. června 1903)
- 20. června – Antonín Hnízdo, přírodovědec (* 5. prosince 1906)
- 03. července – Karel Ančerl, dirigent (* 11. dubna 1908)
- 11. července – Albína Honzáková, představitelka českého ženského hnutí (* 7. dubna 1877)
- 14. července – Otakar Odložilík, historik (* 12. ledna 1899)
- 16. července
  - Karel Tihelka, archeolog (* 12. července 1898)
  - Jaromír Dolanský, komunistický politik, ministr československých vlád (* 25. února 1895)
- 21. července – Eliška Vozábová, jedna z prvních lékařek (* 26. června 1874)
- 23. července – Emilie Paličková, textilní výtvarnice a krajkářka (* 2. května 1892)
- 24. července
  - Adolf Hoffmeister, spisovatel, malíř a diplomat (* 15. srpna 1902)
  - Jaroslav Pejša, hudební skladatel (* 3. listopadu 1909)
- 04. srpna – Karel Neubert, nakladatel a protifašistický odbojář (* 29. června 1894)
- 13. srpna – Jaroslav Stránský, politik, novinář a právník (* 15. ledna 1884)
- 24. srpna – Sláva Vorlová, zpěvačka, klavíristka a hudební skladatelka (* 15. března 1894)
- 14. září
  - Vladimír Syrovátka, kanoista, zlato na OH 1936 (* 19. června 1908)
  - Hubert Slouka, astronom a popularizátor astronomie (* 6. února 1903)
- 29. září – Vlasta Koseová, zakladatelka českého dívčího skautingu (* 21. května 1895)
- 09. října
  - Jiří Štaidl, písňový textař, hudebník, divadelní manažer a scenárista (* 22. ledna 1943)
  - Josef Plíhal, matematik, politik a podnikatel (* 12. března 1904)
- 10. října – Jindřich Groag, advokát (* 28. ledna 1893)
- 15. října – Stanislav Bechyně, architekt a pedagog (* 20. července 1887)
- 17. října – Štefan Kočvara, československý exilový politik (* 25. prosince 1896)
- 18. října – Otakar Sedloň, akademický malíř (* 30. srpna 1885)
- 21. října – Otto Albert Tichý, hudební skladatel, pedagog a varhaník (* 14. srpna 1890)
- 27. října – Václav Kůrka, spisovatel, soudce, redaktor a archivář (* 17. října 1902)
- 30. října – Jan Stanislav Kolár, scenárista, režisér, herec a filmový kritik (* 11. května 1896)
- 02. listopadu – Jiří Verberger, jazzový klavírista (* 28. května 1913)
- 11. listopadu – Ilja Bart, novinář a básník (* 17. května 1910)
- 14. listopadu – Ferenc Szedlacsek, fotbalový reprezentant (* 10. října 1898)
- 18. listopadu – Alois Hába, hudební skladatel a pedagog (* 21. června 1893)
- 24. listopadu – Antonín Perner, fotbalový reprezentant (* 29. ledna 1899)
- 12. prosince – Meda Valentová, herečka (* 24. května 1898)
- 13. prosince – Josef Knap, spisovatel (* 28. července 1900)
- 18. prosince – Ada Nordenová, operní pěvkyně (* 14. září 1891)
- 22. prosince – Ladislav Machoň, architekt (* 28. dubna 1888)
- 24. prosince – František Taiber, vojenský, zkušební a dopravní pilot (* 18. listopadu 1909)
- 29. prosince – Jan Mikolášek, léčitel a znalec bylin (* 15. dubna 1887)

### Svět
- 22. ledna

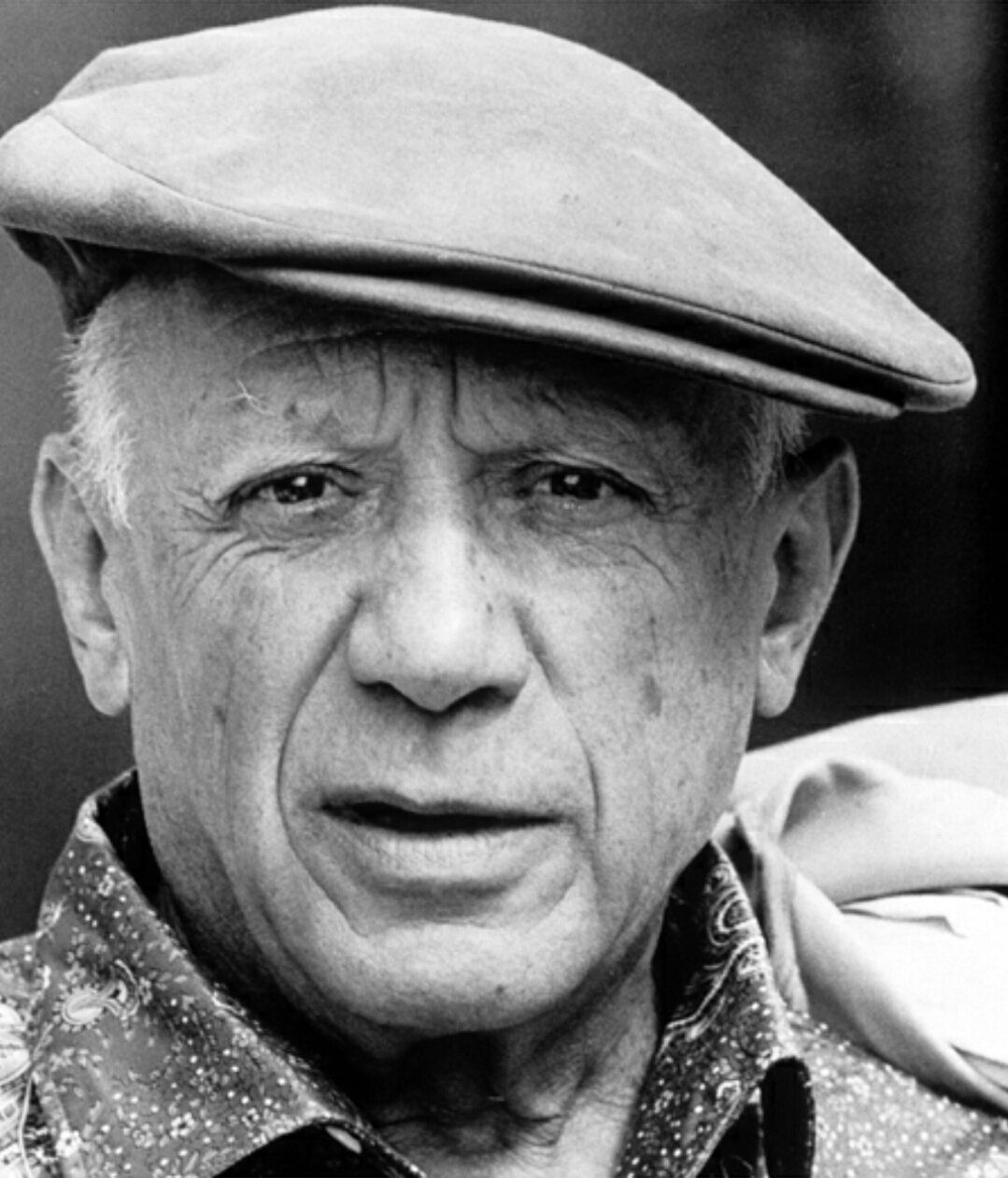
Pablo Picasso († 8. dubna)

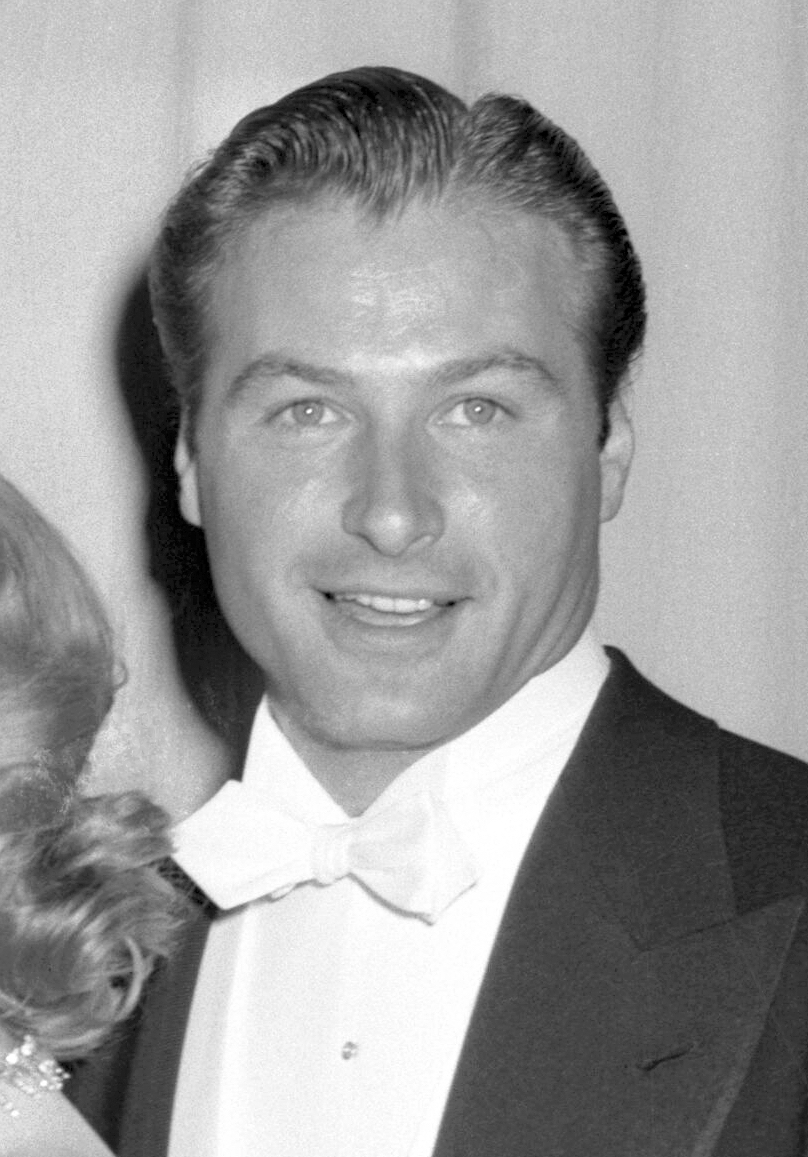
Lex Barker († 11. května)

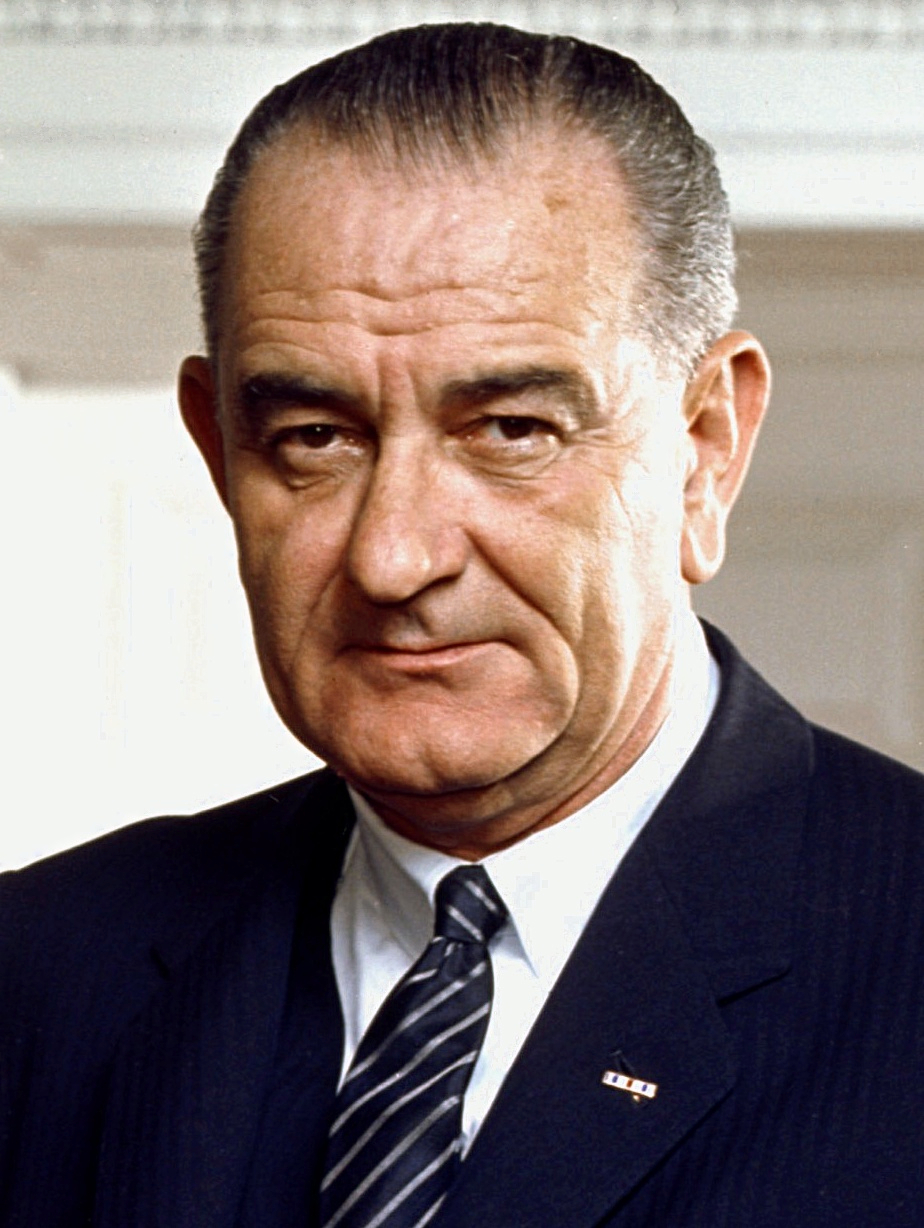
Lyndon B. Johnson († 22. ledna)

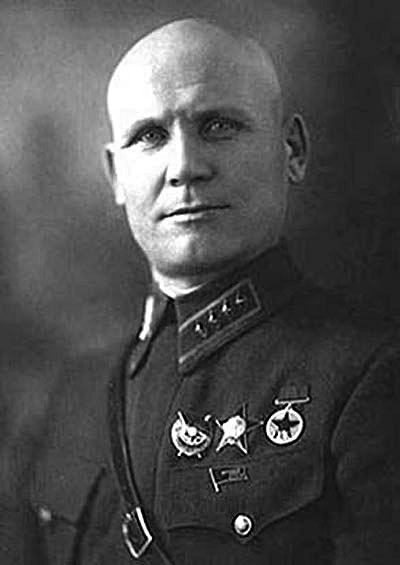
Ivan Stěpanovič Koněv († 21. května)

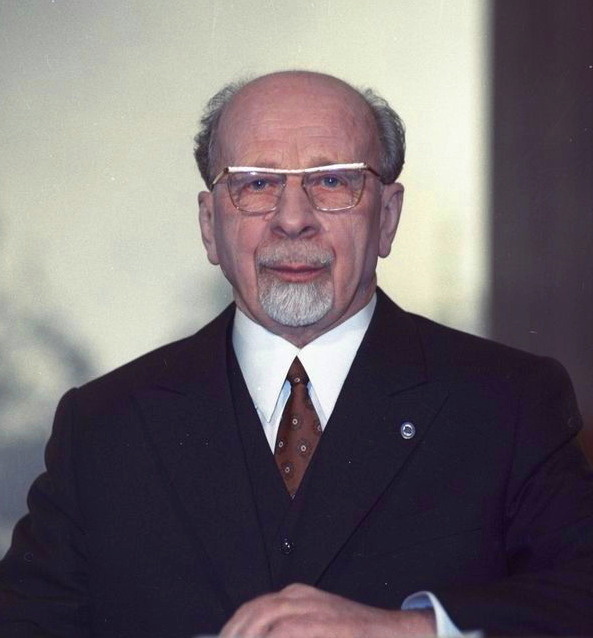
Walter Ulbricht († 1. srpna)

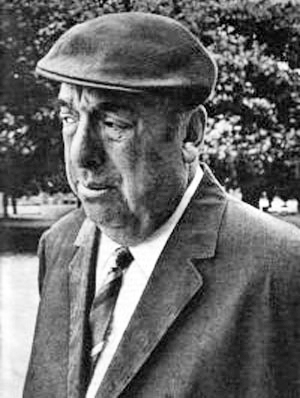
Pablo Neruda († 22. září)

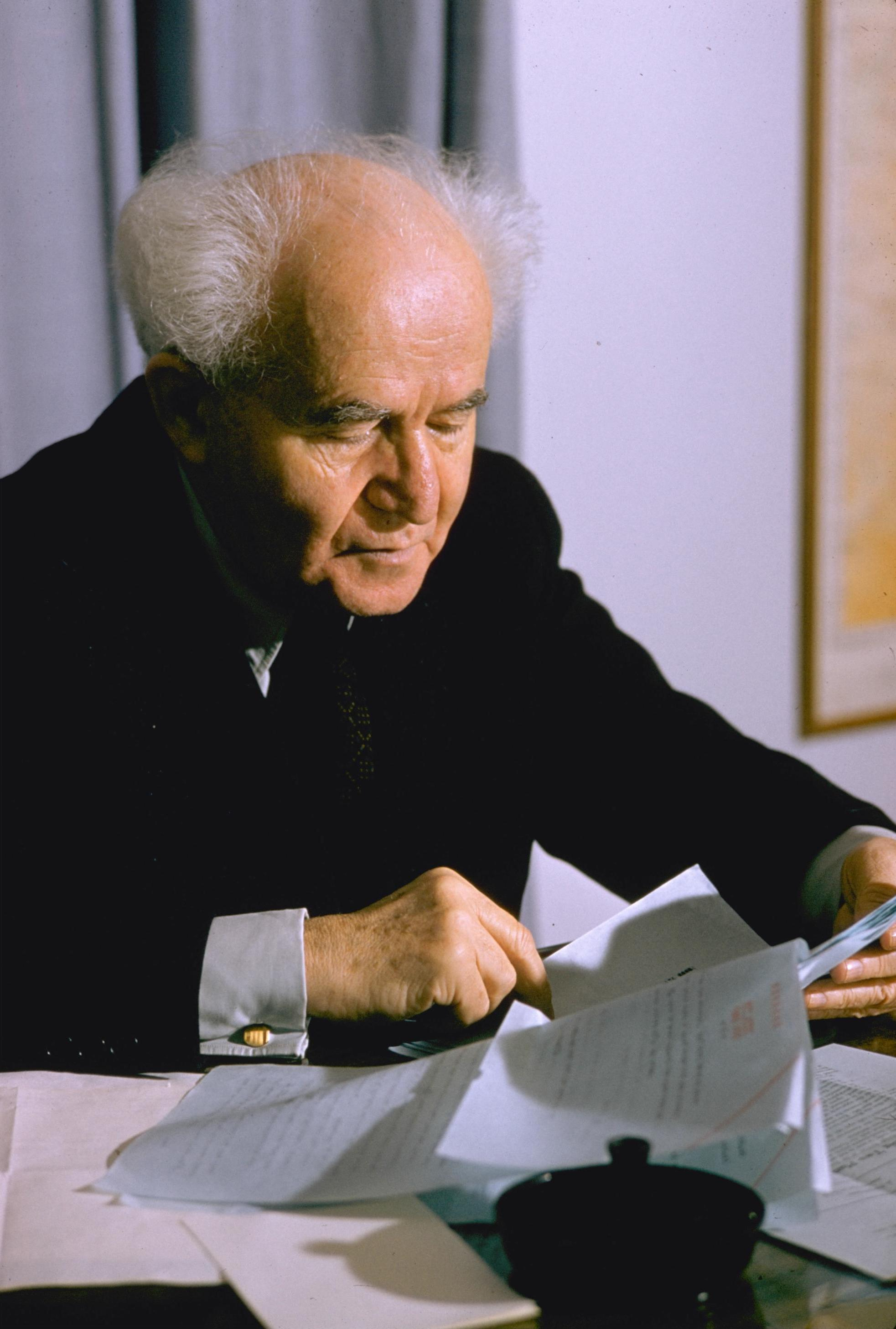
David Ben Gurion († 1. prosince)

  - Ja'akov Dori, náčelník Generálního štábu Izraelských obranných sil (* 8. října 1899)
  - Lyndon B. Johnson, prezident Spojených států amerických (* 27. srpna 1908)
- 31. ledna – Ragnar Frisch, norský ekonom, Nobelova cena 1969 (* 3. března 1895)
- 11. února – J. Hans D. Jensen, německý jaderný fyzik, Nobelova cena za fyziku 1963 (* 25. června 1907)
- 18. února – Frank Costello, americký organizovaný zločinec (* 26. ledna 1891)
- 22. února – Katina Paxinou, řecká herečka (* 17. prosince 1900)
- 24. února – Eugen Rosenstock-Huessy, německo-americký právník a historik (* 6. července 1888)
- 28. února – Józef Unrug, polský viceadmirál (* 7. října 1884)
- 02. března – Alina Szapocznikow, polská sochařka (* 16. května 1926)
- 06. března – Pearl S. Bucková, americká spisovatelka, nositelka Nobelovy ceny za literaturu (* 26. června 1892)
- 14. března – Howard Hathaway Aiken, počítačový konstruktér (* 8. března 1900)
- 17. března – Charles Delahay, kanadský hokejista (* 19. března 1905)
- 18. března – Johannes Aavik, estonský jazykovědec (* 8. prosince 1880)
- 24. března – Chajim Hazaz, izraelský spisovatel (* 16. září 1898)
- 25. března – Edward Steichen, americký fotograf a malíř (* 27. března 1879)
- 26. března – Noël Coward, anglický hudební skladatel, zpěvák, herec a dramatik (* 16. prosince 1899)
- 27. března – Timo K. Mukka, finsko-laponský spisovatel a malíř (* 17. prosince 1944)
- 30. března – Yves Giraud-Cabantous, francouzský automobilový závodník (* 8. září 1904)
- 08. dubna – Pablo Picasso, španělský malíř (* 25. října 1881)
- 13. dubna – Henry Darger, americký spisovatel a výtvarník (* 12. dubna 1892)
- 14. dubna – Karl Kerényi, maďarský, německy píšící klasický filolog a religionista (* 19. ledna 1897)
- 19. dubna – Hans Kelsen, rakouský právní teoretik (* 11. října 1881)
- 25. dubna – Tanzan Išibaši, japonský ministr financí (* 25. září 1884)
- 27. dubna – Vojtech Adamec, slovenský dirigent a hudební skladatel (* 12. července 1926)
- 28. dubna
  - Jacques Maritain, francouzský katolický filozof (* 18. listopadu 1882)
  - Clas Thunberg, finský rychlobruslař, pětinásobný olympijský vítěz 1924–1928 (* 5. dubna 1893)
- 01. května – Asger Jorn, dánský malíř, sochař a keramik (* 3. března 1914)
- 08. května – Alexander Vandegrift, americký generál (* 13. března 1887)
- 10. května – Karin Smirnoff, finská spisovatelka (* 26. února 1880)
- 11. května – Lex Barker, americký herec (* 8. května 1919)
- 14. května – Raymond Schwartz, francouzský ředitel banky, básník, esperantista, humorista a kabaretiér (* 8. dubna 1894)
- 16. května
  - Jacques Lipchitz, francouzsko-americký malíř a sochař (* 22. srpna 1891)
  - Albert Paris Gütersloh, rakouský malíř a spisovatel (* 5. února 1887)
- 21. května – Ivan Stěpanovič Koněv, maršál Sovětského svazu (* 28. prosince 1897)
- 23. května – Alois Podhajsky, rakouský olympijský medailista v drezuře (* 24. února 1898)
- 24. května – Karl Löwith, německý fenomenologický filozof (* 9. ledna 1897)
- 29. května – Paul Bindel, německý sochař a malíř (* 7. ledna 1894)
- 29. května – P. Ramlee, Malajský herec a zpěvák (* 22. března 1929)
- 01. června
  - Maurice Dekobra, francouzský spisovatel (* 26. května 1885)
  - Joseph André, belgický kněz, Spravedlivý mezi národy (* 14. března 1908)
- 04. června – Maurice René Fréchet, francouzský matematik (* 2. září 1878)
- 08. června
  - Tubby Hayes, britský jazzový saxofonista, flétnista a vibrafonista (* 30. ledna 1935)
  - Walter Dexel, německý malíř a grafik (* 7. února 1890)
- 10. června – Erich von Manstein, německý polní maršál (* 24. listopadu 1887)
- 13. června – Ľudovít Benada, předseda Slovenské národní rady (* 23. srpna 1899)
- 27. června – Ida Mettová, ruská anarchistická spisovatelka (* 20. července 1901)
- 30. června – Nancy Mitford, anglická spisovatelka (* 28. listopadu 1904)
- 02. července – Ferdinand Schörner, velitel německé armády Protektorátu Čechy a Morava (* 12. června 1892)
- 06. července – Otto Klemperer, německý dirigent a hudební skladatel (* 14. května 1885)
- 07. července – Max Horkheimer, německý sociální filozof (* 14. února 1895)
- 08. července
  - Ben Cijon Dinur, rabín a izraelský politik (* 2. ledna 1884)
  - Gene L. Coon, americký scenárista a producent (* 7. ledna 1924)
- 10. července – Karl Loewenstein, americký ústavní právník (* 9. listopadu 1891)
- 14. července – Clarence White, americký kytarista a zpěvák (* 7. června 1944)
- 20. července – Bruce Lee, americký herec (* 17. listopadu 1940)
- 23. července – Naciye Suman, první turecká muslimská žena, která se stala profesionální fotografkou (* 23. dubna 1881)
- 24. července – Julián Acuña Galé, kubánský botanik (* 27. února 1900)
- 25. července – Louis Saint-Laurent, premiér Kanady (* 1. února 1882)
- 29. července – Henri Charrière, francouzský vrah a spisovatel (* 16. listopadu 1906)
- 30. července – Árif al-Árif, novinář, historik a starosta Východního Jeruzaléma (* 1891)
- 31. července – Annibale Bergonzoli, italský generál za druhé světové války (* 1. listopadu 1884)
- 01. srpna
  - Walter Ulbricht, německý komunistický politik (* 30. června 1893)
  - Gian Francesco Malipiero, italský hudební skladatel (* 18. března 1882)
- 02. srpna – Jean-Pierre Melville, francouzský filmový režisér a herec (* 20. října 1917)
- 06. srpna
  - Memphis Minnie, americká bluesová zpěvačka (* 3. června 1897)
  - Fulgencio Batista, kubánský diktátor (* 16. ledna 1901)
- 08. srpna – Charles Daniels, americký plavec, čtyřnásobný olympijský vítěz 1904–1908 (* 24. března 1885)
- 09. srpna – Donald Peers, velšský zpěvák (* 10. července 1908)
- 10. srpna – Stanisław Popławski, sovětský a polský generál (* 22. dubna 1902)
- 12. srpna
  - Karl Ziegler, německý chemik, Nobelova cena za chemii 1963 (* 26. listopadu 1898)
  - Walter Rudolf Hess, švýcarský fyziolog, Nobelova cena za fyziologii a medicínu (* 17. března 1881)
- 16. srpna – Selman Abraham Waksman, americký biochemik (* 22. července 1888)
- 17. srpna – Conrad Aiken, americký spisovatel (* 5. srpna 1889)
- 31. srpna – John Ford, americký filmový režisér (* 1. února 1894)
- 02. září – John Ronald Reuel Tolkien, spisovatel, lingvista, tvůrce knihy Pán prstenů (* 3. ledna 1892)
- 11. září
  - Edward Evan Evans-Pritchard, britský sociální antropolog (* 21. září 1902)
  - Salvador Allende, chilský prezident, spáchal sebevraždu při státním převratu (* 26. června 1908)
- 15. září – Gustav VI. Adolf, král švédský (* 11. listopadu 1882)
- 16. září – Víctor Jara, chilský básník, zpěvák a hudební skladatel (* 28. září 1932)
- 18. září – Théo Lefèvre, premiér Belgie (* 17. ledna 1914)
- 19. září – Gram Parsons, americký hudebník (* 5. listopadu 1946)
- 20. září – Ben Webster, americký jazzový saxofonista a hudební skladatel (* 27. března 1909)
- 21. září – Lidija Andrejevna Ruslanova, ruská zpěvačka lidových písní (* 27. října 1900)
- 23. září – Pablo Neruda, chilský básník, nositel Nobelovy ceny za literaturu (* 12. července 1904)
- 24. září – Nikolaj Nikolajevič Žukov, ruský sovětský malíř, grafik a ilustrátor (* 2. prosince 1908)
- 26. září – Anna Magnani, italská herečka (* 7. března 1908)
- 27. září – Štefan Osuský, československý a slovenský politik a diplomat (* 31. března 1889)
- 29. září – Wystan Hugh Auden, britský básník (* 21. února 1907)
- 30. září
  - Paavo Talvela, finský generál (* 19. ledna 1897)
  - Marie Terezie Henrieta z Lichtenštejna, knížecí princezna (* 14. ledna 1908)
- 02. října – Paavo Nurmi, finský běžec, vytrvalec (* 13. června 1897)
- 06. října – François Cevert, francouzský automobilový závodník (* 25. února 1944)
- 08. října – Gabriel Marcel, francouzský spisovatel, dramatik a filozof (* 7. prosince 1889)
- 10. října – Ludwig von Mises, rakouský ekonom (* 29. září 1881)
- 12. října – Peter Aufschnaiter, rakouský horolezec, geograf a kartograf (* 2. listopadu 1899)
- 16. října
  - Emil Voigt, britský olympijský vítěz v běhu na 5 mil (* 31. ledna 1883)
  - Gene Krupa, americký bubeník a hudební skladatel (* 15. ledna 1909)
- 17. října – Ingeborg Bachmannová, rakouská spisovatelka (* 25. června 1926)
- 18. října – Leo Strauss, americký politický filozof (* 20. září 1899)
- 22. října – Pablo Casals, katalánský violoncellista a dirigent (* 29. prosince 1876)
- 25. října – Abebe Bikila, etiopský atlet, dvojnásobný olympijský vítěz v maratonu (* 7. srpna 1932)
- 26. října – Semjon Michajlovič Buďonnyj, ruský sovětský vojevůdce, hrdina ruské občanské války (* 25. dubna 1885)
- 11. listopadu – Artturi Ilmari Virtanen, finský chemik, Nobelova cena 1945 (* 15. ledna 1895)
- 13. listopadu – Elsa Schiaparelliová, italská oděvní návrhářka (* 10. září 1890)
- 16. listopadu – Alan Watts, anglický básník, filozof a spisovatel (* 6. ledna 1915)
- 18. listopadu – Peter Thomas McKeefry, kardinál (* 3. července 1899)
- 24. listopadu – Nikolaj Iljič Kamov, letecký konstruktér (* 14. září 1902)
- 26. listopadu – Ašer Chiram, izraelský architekt (* 17. prosince 1897)
- 01. prosince – David Ben Gurion, izraelský politik, první premiér samostatného Izraele (* 16. října 1886)
- 04. prosince – Lauri Lehtinen, finský olympijský vítěz v běhu na 5000 metrů (* 10. srpna 1908)
- 06. prosince – Isabela Rakousko-Těšínská, rakouská arcivévodkyně (* 17. listopadu 1888)
- 17. prosince
  - Amleto Giovanni Cicognani, italský kardinál a státní sekretář (* 24. února 1883)
  - Charles Greeley Abbot, americký astrofyzik (* 31. května 1872)
- 20. prosince
  - Bobby Darin, americký zpěvák, skladatel, hudebník a herec (* 14. května 1936)
  - Luis Carrero Blanco, španělský admirál a politik (* 4. března 1903)
- 22. prosince – Michael Stroukoff, americký letecký konstruktér ruské národnosti (* 29. ledna 1883)
- 23. prosince – Gerard Kuiper, nizozemsko-americký astronom (* 7. prosince 1905)
- 25. prosince
  - İsmet İnönü, druhý turecký prezident (* 24. září 1884)
  - Gabriel Voisin, francouzský průmyslník, průkopník letectví (* 5. února 1880)
- 28. prosince – Alexandr Rou, ruský režisér (* 24. února 1906)
- ? – Charles Liblau, polský spisovatel (* 1910)

## Hlavy států
Evropa:
- Československo – prezident Ludvík Svoboda
- SFR Jugoslávie – Josip Broz Tito
- Bulharská LR – Todor Živkov
- Maďarská lidová republika – János Kádár (generální tajemník MSDS)
- Rumunsko – Nicolae Ceaușescu
- Rakousko – Franz Jonas
- NDR – Erich Honecker (Generální tajemník SED)
  - Willi Stoph (předseda státní rady)
- NSR
  - Willy Brandt (kancléř)
  - Gustav Heinemann (prezident)
- Polská lidová republika
  - Edward Gierek
- Litevská SSR – Antanas Sniečkus
- Sovětský svaz
  - předseda prezidia Nejvyššího sovětu Nikolaj Viktorovič Podgornyj
  - (de facto) první tajemník KSSS Leonid Iljič Brežněv
- Francie – prezident Georges Pompidou
- Španělsko – Francisco Franco
- Vatikán – papež Pavel VI.

Ostatní:
- Japonsko – Císař Šówa
- Čína – (úřadující) předseda ČLR Tung Pi-wu
- USA – prezident Richard Nixon
- OSN/UN – Kurt Waldheim

## Stavby a stavitelství
- Skončila stavba Koupaliště Stražisko.

### Digitální archivy k roku 1973
- Dokumentární cyklus České televize Retro – rok 1973
- Pořad stanice Český rozhlas 6 Rok po roce – rok 1973
- Rudé právo v archivu Ústavu pro českou literaturu – ročník 53 rok 1973